# Maďarsko na Letních olympijských hrách 2012
Maďarsko na Letních olympijských hrách v roce 2012 v Londýně reprezentovala výprava 152 sportovců (93 mužů a 59 žen) v 21 sportech.

## Medailisté
| Medaile | Jméno                                                                     | Sport                | Soutěž                     |
| ------- | ------------------------------------------------------------------------- | -------------------- | -------------------------- |
| Zlato   | Áron Szilágyi                                                             | Šerm                 | Muži - šavle               |
| Zlato   | Dániel Gyurta                                                             | Plavání              | Muži 200 m prsa            |
| Zlato   | Krisztián Berki                                                           | Sportovní gymnastika | Muži kůň našíř             |
| Zlato   | Krisztián Pars                                                            | Atletika             | Muži hod kladivem          |
| Zlato   | Rudolf Dombi Roland Kökény                                                | Kanoistika           | Muži K-2 1000 m            |
| Zlato   | Gabriella Szabóová Danuta Kozáková Katalin Kovácsová Krisztina Fazekasová | Kanoistika           | Ženy K-4 500 m             |
| Zlato   | Danuta Kozáková                                                           | Kanoistika           | Ženy K-1 500 m             |
| Zlato   | Éva Risztovová                                                            | Plavání              | Ženy marathon 10 km        |
| Stříbro | Miklós Ungvári                                                            | Judo                 | Muži 66 kg                 |
| Stříbro | Tamás Lőrincz                                                             | Zápas                | Muži řecko-římský do 66 kg |
| Stříbro | Zoltán Kammerer Dávid Tóth Tamás Kulifai Dániel Pauman                    | Kanoistika           | Muži K-4 1000 m            |
| Stříbro | Katalin Kovácsová Natasa Dusevová-Janicsová                               | Kanoistika           | Ženy K-2 500 m             |
| Bronz   | Éva Csernoviczká                                                          | Judo                 | Ženy 48 kg                 |
| Bronz   | László Cseh                                                               | Plavání              | Muži 200 m polohový závod  |
| Bronz   | Péter Módos                                                               | Zápas                | Muži řecko-římský 55 kg    |
| Bronz   | Gábor Hatos                                                               | Zápas                | Muži volný styl do 74 kg   |
| Bronz   | Natasa Dusevová-Janicsová                                                 | Kanoistika           | Ženy K-1 200 m             |
| Bronz   | Ádám Marosi                                                               | Moderní pětiboj      | Muži                       |